# Walther MP
La serie MP (Maschinepistole) es una familia de subfusiles calibre 9 mm producida en Alemania desde 1963 hasta 1985 por la compañía de armamento Walther.

## Variantes
Hay dos versiones: el MPL (Maschinepistole Lang o Subfusil Largo) y el MPK (Maschinepistole Kurz o Subfusil Corto).
La única diferencia entre el MPL y el MPK es la longitud del cañón. Son armas accionadas por retroceso que disparan a cerrojo abierto y emplean cerrojos en "L". El cerrojo se sitúa sobre el cañón, lo cual permite un cajón de mecanismos más corto. El cajón de mecanismos está hecho de chapa de acero estampada, forma una camisa se enfriamiento ranurada y la prominente manija del cerrojo está situada en el lado superior izquierdo. El selector también se encuentra en el lado izquierdo del cajón de mecanismos, detrás del gatillo.
Ambos subfusiles tienen culatas plegables hechas de tubos de acero delgados, así como alzas pivotantes. El alza del MPL puede ajustarse para alcances de 100 y 200 metros.
Ambos fueron desarrollados durante la década de 1950 y comienzos de la década de 1960, y la producción en masa comenzó en 1963. Estos subfusiles de alta calidad fueron ampliamente exportados y utilizados oficialmente por las fuerzas del Landespolizei de Alemania, la Armada de México y la Armada de Portugal. Los SEAL de los Estados Unidos utilizaron ambas versiones en la Guerra de Vietnam, pero en .380 ACP.[cita requerida]

## Usuarios
- Alemania: Empleado por varias unidades navales en la década de 1960.[2] Además fue empleado por varias fuerzas policiales.[3]
- Brasil: MPK.[4]
- Colombia: MPK.[4]
- Estados Unidos: Empleado por el 1st SFOD-D durante la Operación Eagle Claw.[5] También fue empleado por el Destacamento A de las Fuerzas Especiales, con base en Berlín.[6]
- México: Armada de México.[3]
- República Dominicana: Fuerza Aérea Dominicana

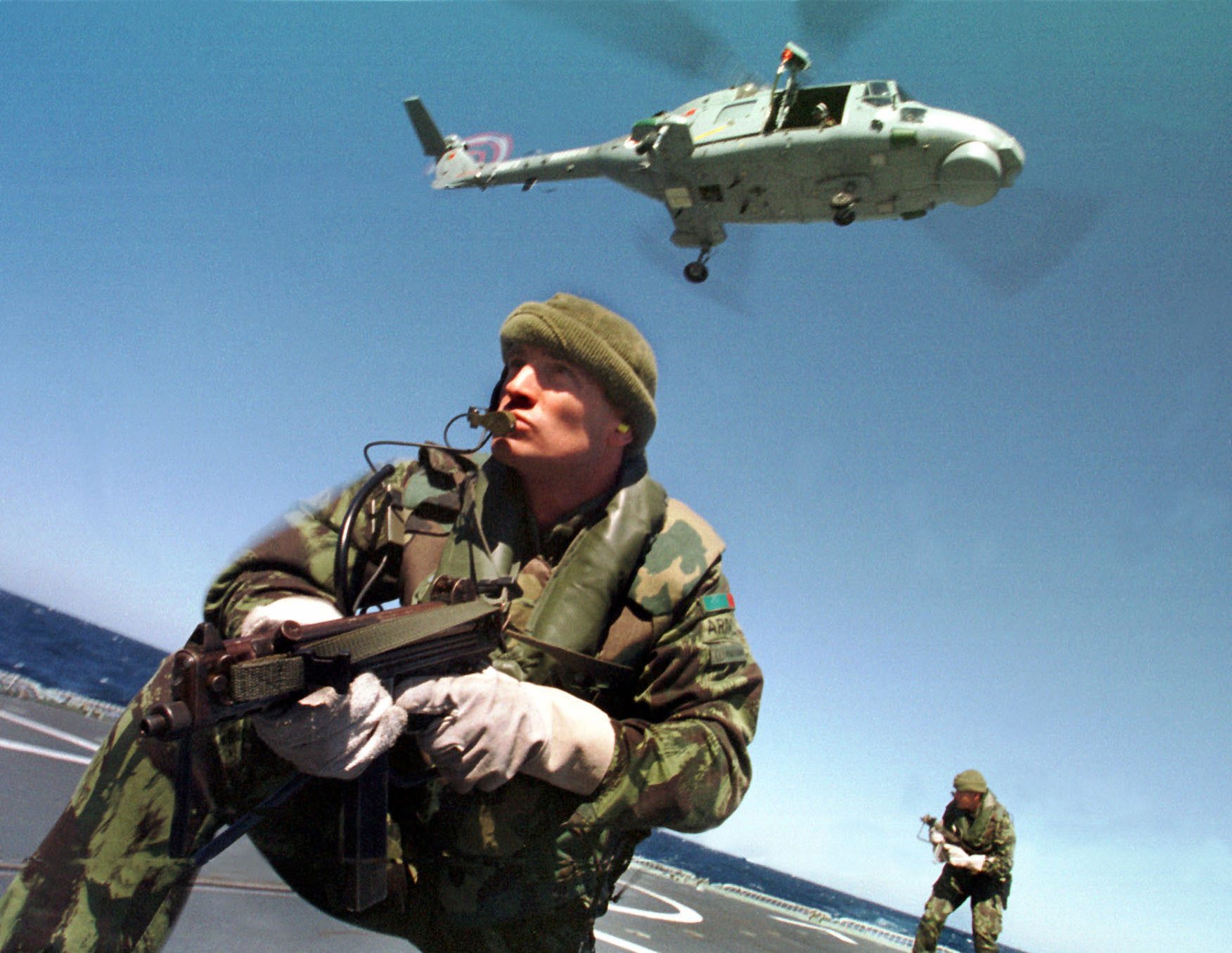
Infantes de marina portugueses, armados con subfusiles Walther MPL durante un entrenamiento.

- Venezuela: MPK.[4]